# Mouraz e Vila Nova da Rainha
Mouraz e Vila Nova da Rainha (llamada oficialmente União das Freguesias de Mouraz e Vila Nova da Rainha) es una freguesia portuguesa del municipio de Tondela, distrito de Viseu.

## Historia
Fue creada el 28 de enero de 2013 en aplicación de una resolución de la Asamblea de la República de Portugal promulgada el 16 de enero de 2013 con la unión de las freguesias de Mouraz y Vila Nova da Rainha, pasando su sede a estar situada en la antigua freguesia de Mouraz.

## Demografía
| Gráfica de evolución demográfica de Mouraz e Vila Nova da Rainha entre 2011 y 2021 |
|                                                                                    |
| Datos según el nomenclátor publicado por el INE portugués.                         |